# Голконда (Іллінойс)
Голконда (англ. Golconda) — місто (англ. city) в США, в окрузі Поуп штату Іллінойс. Населення — 630 осіб (2020).

## Географія
Голконда розташована за координатами 37°21′44″ пн. ш. 88°29′12″ зх. д. / 37.36222° пн. ш. 88.48667° зх. д. (37.362137, -88.486721).  За даними Бюро перепису населення США в 2010 році місто мало площу 1,31 км², з яких 1,27 км² — суходіл та 0,03 км² — водойми.

## Демографія
Згідно з переписом 2010 року, у місті мешкало 668 осіб у 317 домогосподарствах у складі 149 родин. Густота населення становила 511 особа/км².  Було 406 помешкань (311/км²).
Расовий склад населення:
| - 96,6 % — білих - 1,6 % — чорних або афроамериканців - 1,0 % — корінних американців - 0,3 % — азіатів |

До двох чи більше рас належало 0,1 %. Частка іспаномовних становила 0,7 % від усіх жителів.
За віковим діапазоном населення розподілялося таким чином: 20,4 % — особи молодші 18 років, 54,9 % — особи у віці 18—64 років, 24,7 % — особи у віці 65 років та старші. Медіана віку мешканця становила 45,7 року. На 100 осіб жіночої статі у місті припадало 80,1 чоловіків;  на 100 жінок у віці від 18 років та старших — 74,4 чоловіків також старших 18 років.
Середній дохід на одне домашнє господарство  становив 36 300 доларів США (медіана — 24 926), а середній дохід на одну сім'ю — 56 334 долари (медіана — 34 000). Медіана доходів становила 38 750 доларів для чоловіків та 24 271 долар для жінок. За межею бідності перебувало 31,3 % осіб, у тому числі 36,8 % дітей у віці до 18 років та 15,1 % осіб у віці 65 років та старших.
Цивільне працевлаштоване населення становило 253 особи. Основні галузі зайнятості: освіта, охорона здоров'я та соціальна допомога — 33,6 %, роздрібна торгівля — 27,3 %, транспорт — 6,7 %, виробництво — 6,7 %.